# PKP SM30 sorozat
A PKP SM30 sorozat egy Bo'Bo' tengelyelrendezésű lengyel dízel tolatómozdony sorozat. 1957 és 1970 között gyártotta a chrzanówi mozdonygyár. A PKP számára 909 darabot gyártottak.

## Képgaléria

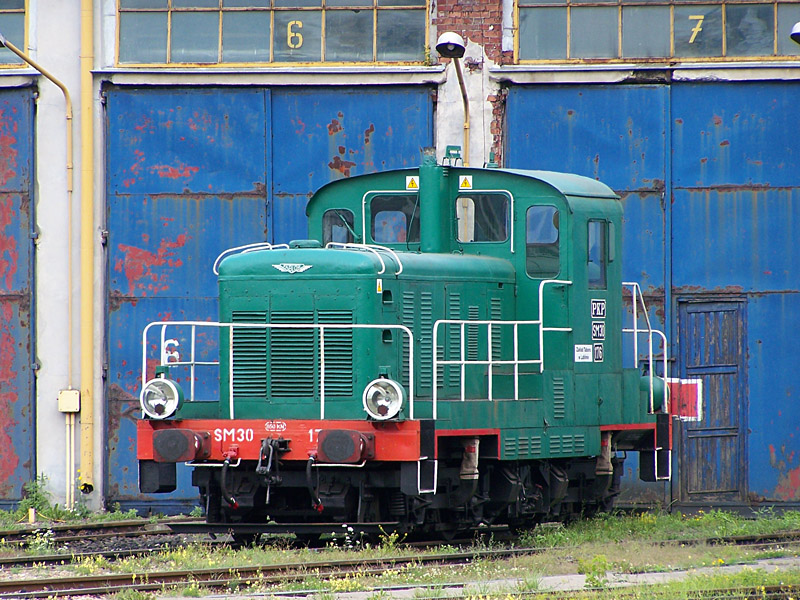
SM30-176
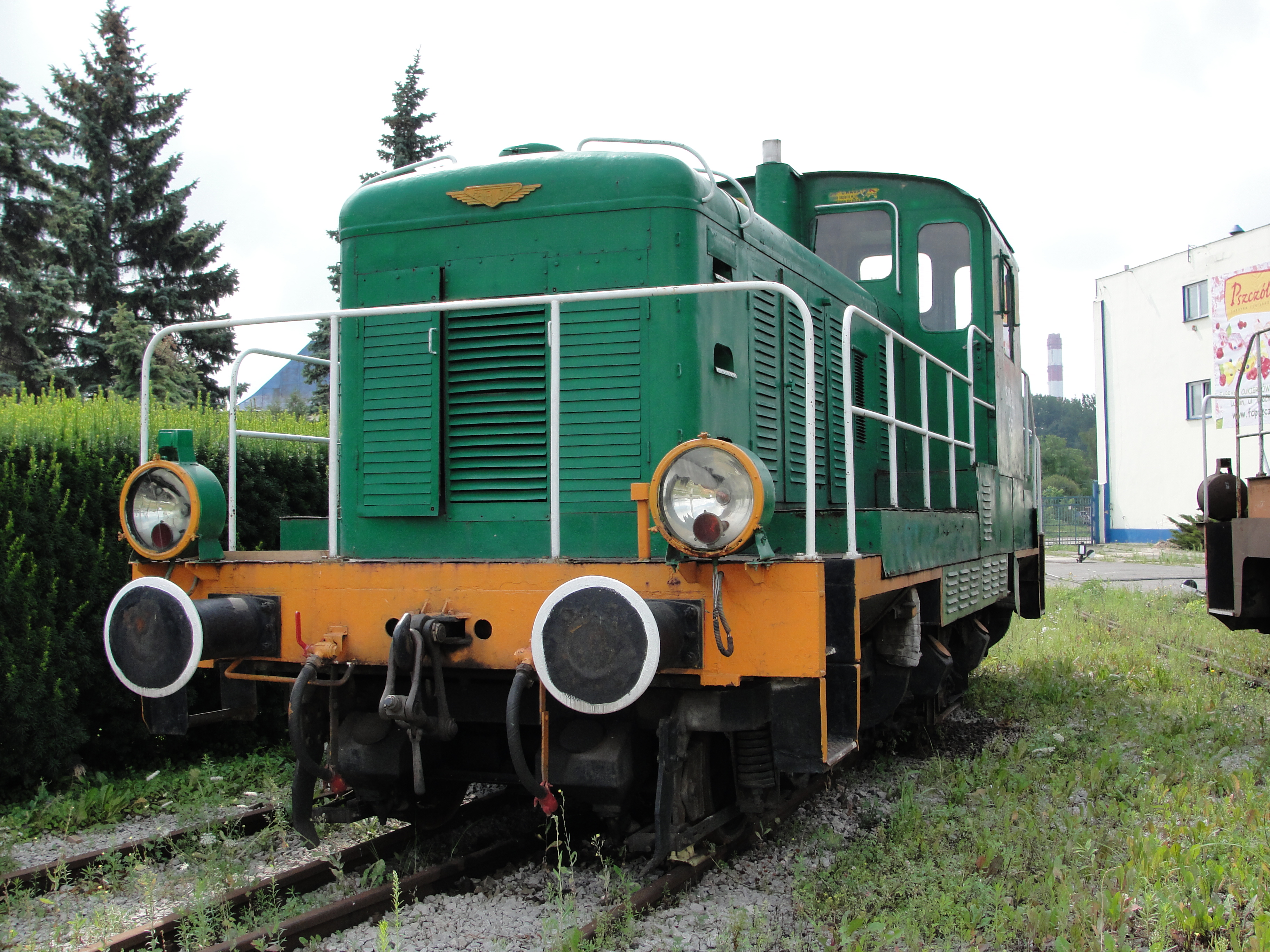
SM30-550
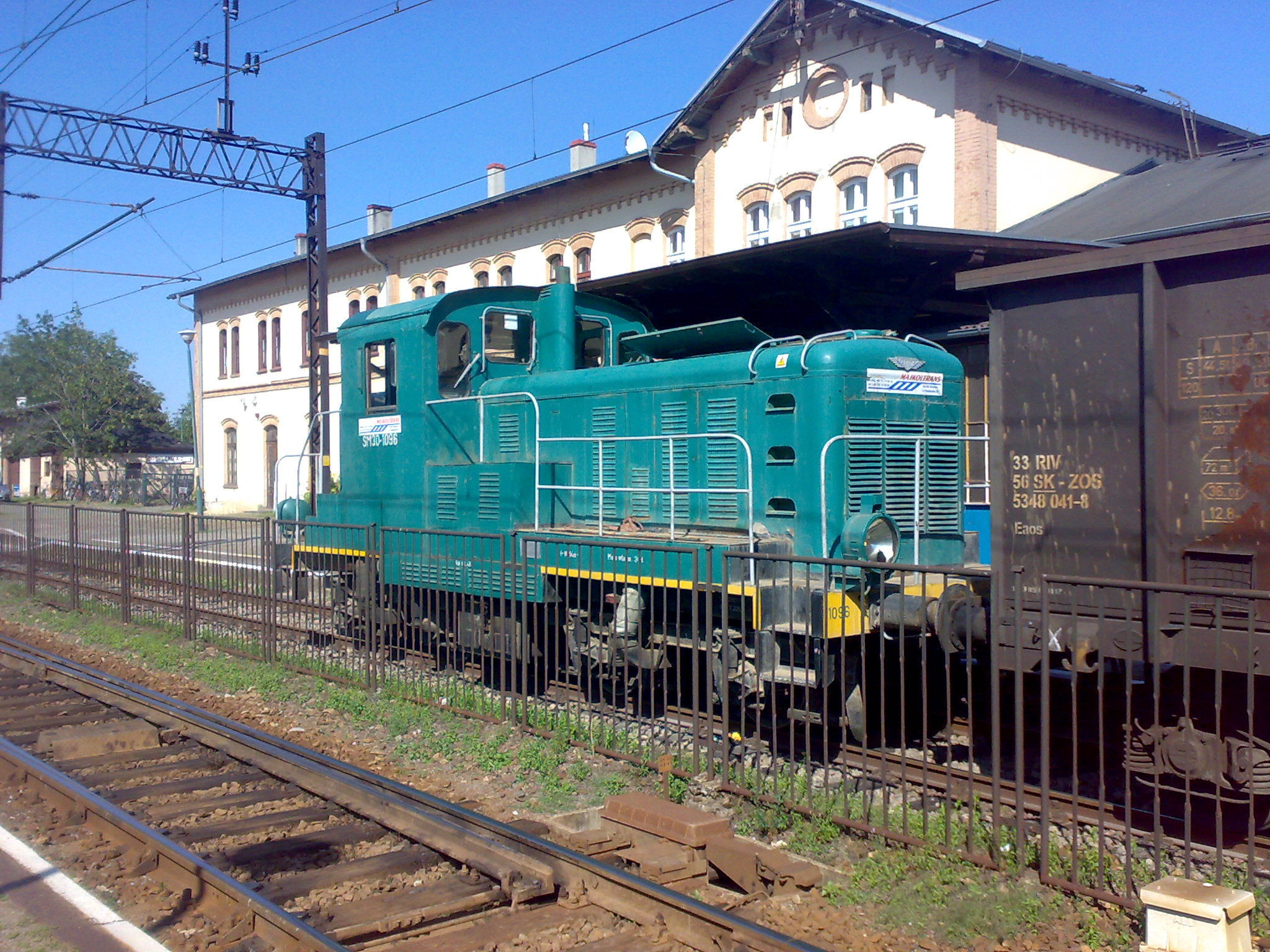
SM30-1096
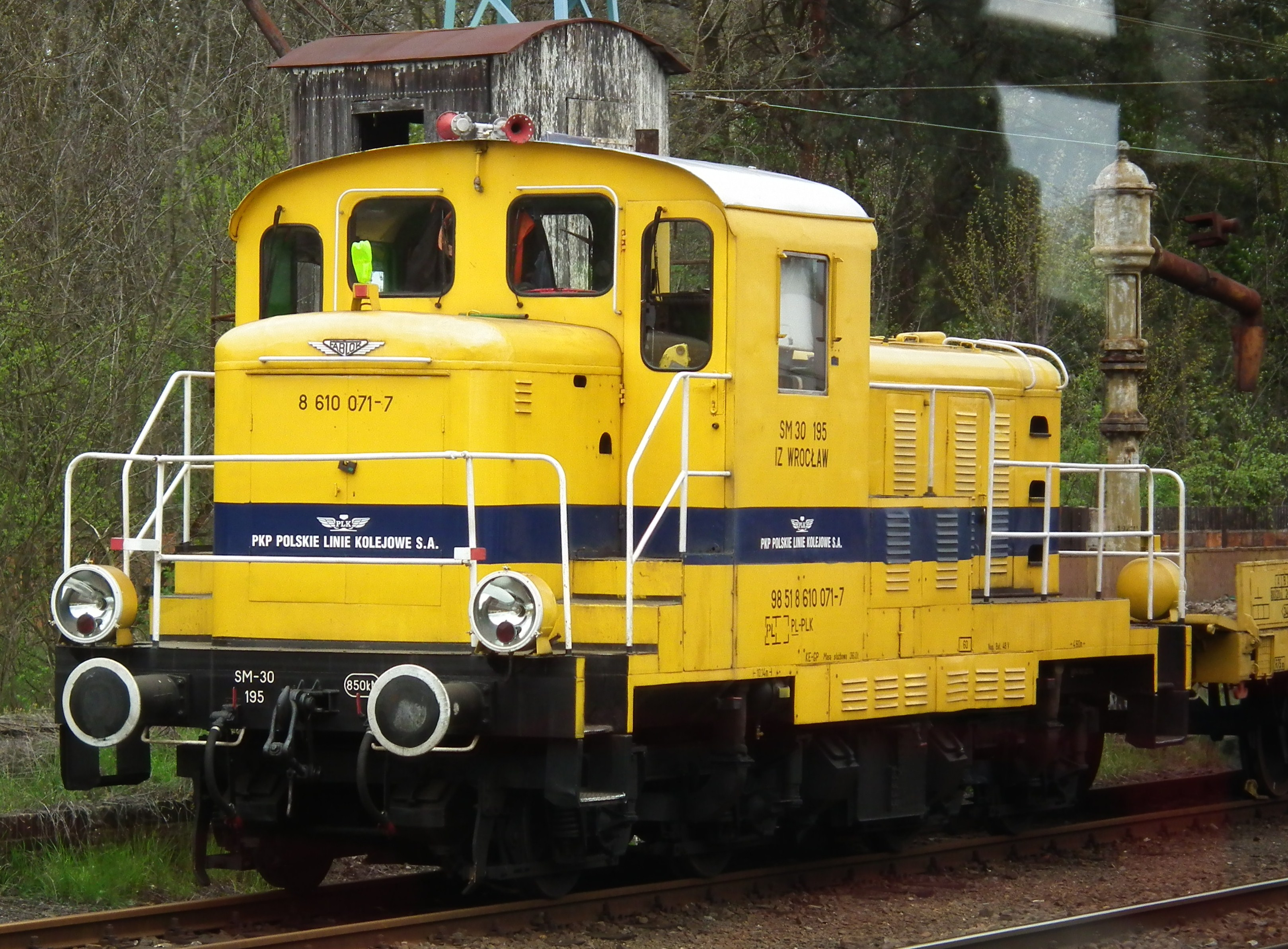
SM30-195